# ROCS Ma Kong (DDG-1805)
Le ROCS Ma Kong (馬公, DDG-1805) est un de destroyer lance-missiles de classe Kee Lung (en) de la Marine de la république de Chine (ROCN). Il a été nommé d'après la ville de Magong, (îles Pescadores), une ville portuaire et l'emplacement d'une importante base de la ROCN.

## Historique
Ma Kong, anciennement USS Chandler (DDG-996) (en), destroyer de l'United States Navy, a été acheté par Taïwan en mai 2003.